# Kurek

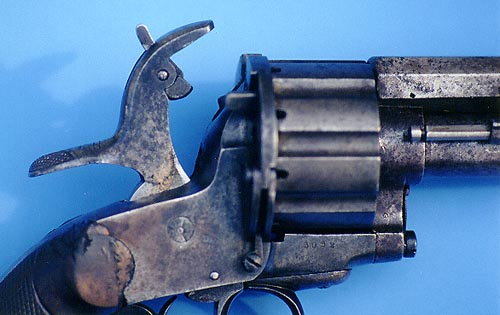
Napięty kurek rewolweru LeMat

Kurek – element mechanizmu uderzeniowego zwalniany po naciśnięciu spustu, który poprzez uderzenie ruchem obrotowym doprowadza pośrednio do zapalenia ładunku miotającego.
Ruch kurka jest powodowany przez sprężynę uderzeniową. W broni współczesnej zwolniony przez mechanizm spustowy kurek uderza w iglicę, która następnie zbija spłonkę naboju scalonego. W rzadszych przypadkach (głównie w rewolwerach) kurek uderza bezpośrednio w spłonkę. Mechanizm ten ma zastosowanie głównie w powtarzalnej lub samopowtarzalnej broni strzeleckiej. Wyróżnia się kurki odkryte (wystające na zewnątrz i często z możliwością ręcznego napięcia), oraz zakryte znajdujące się wewnątrz korpusu broni.

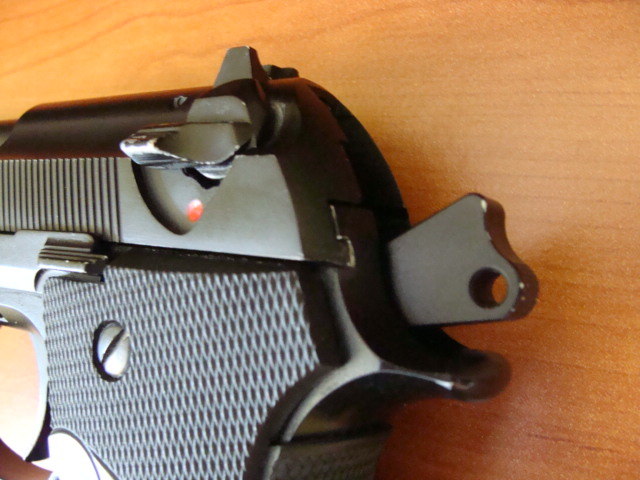
Pistolet samopowtarzalny z napiętym kurkiem
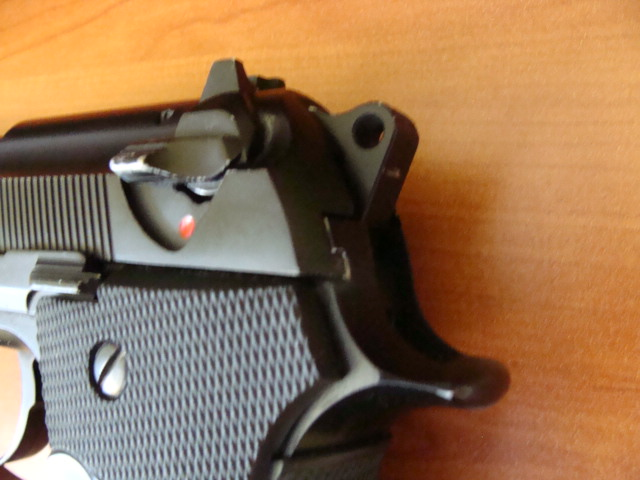
Kurek zwolniony
Mechanizm uderzeniowy pistoletu Colt M1911. Zwolniony przez mechanizm spustowy kurek uderza w iglicę, która następnie zbija spłonkę naboju powodując wystrzał
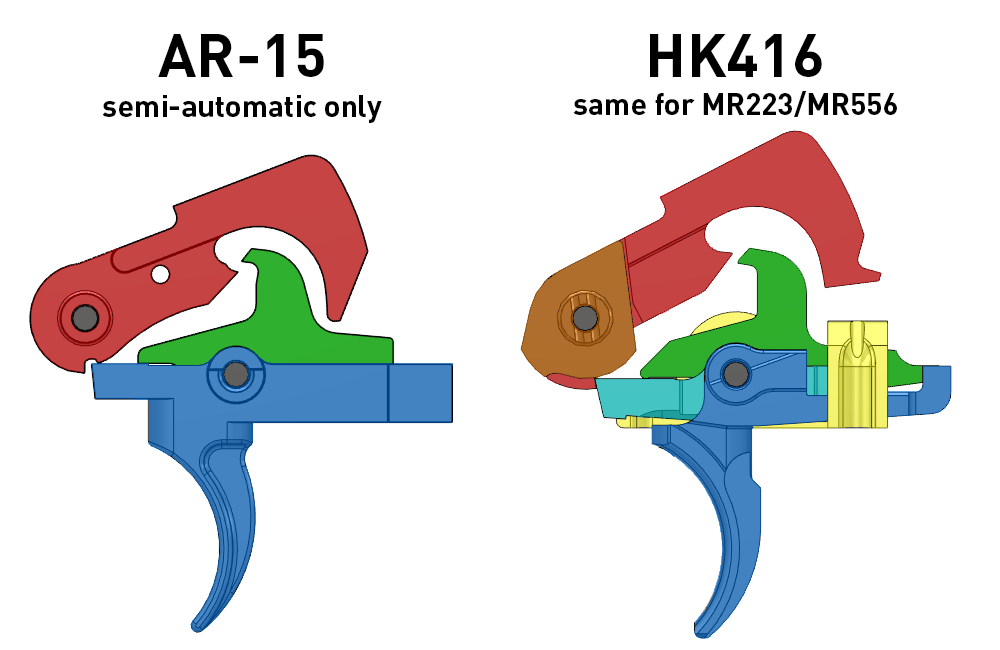
Schemat mechanizmów spustowo-uderzeniowych karabinków AR-15 i HK416 wyposażonych w kurki zakryte/wewnętrzne (zaznaczone kolorem czerwonym)

## Historia

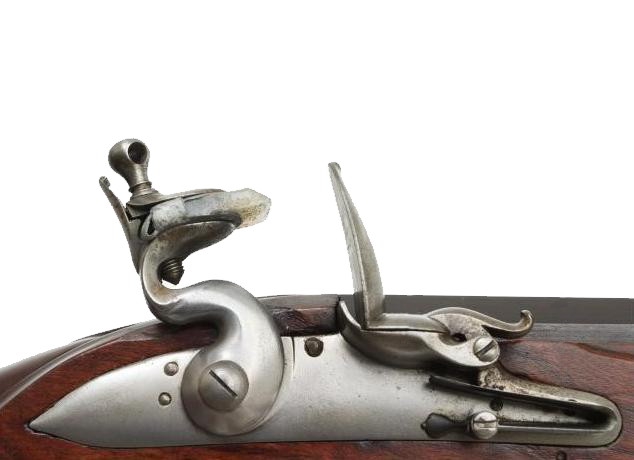
Kurek w zamku skałkowym

Pierwotnie w dawnej odprzodowej broni rozdzielnego ładowania kurek mieścił w sobie uchwyt na lont (zob. zamek lontowy) lub skałkę (zob. zamek skałkowy) inicjując zapalenie prochu na panewce. W XIX w. wraz z popularyzacją zamków kapiszonowych kurek służył do zbijania kapiszonu na kominku, a wraz z powstawaniem amunicji zespolonej zaczął pełnić funkcję taką jak współcześnie (zbijając spłonkę naboju lub uderzając w odpowiadającą za to iglicę).